# Женска одбојкашка репрезентација Белгије
Женска одбојкашка репрезентација Белгије је репрезентација под контролом Одбојкашког савеза Белгије, представља Белгију у међународним одбојкашким такмичењима.

## Резултати на међународним такмичењима

### Олимпијске игре
Нема учешћа

### Светско првенство
| Година | Турнир                | Позиција              | Од.                   | П                     | И                     | ОС                    | ИС                    |
| ------ | --------------------- | --------------------- | --------------------- | --------------------- | --------------------- | --------------------- | --------------------- |
| 1952.  | Нису учествовали      | Нису учествовали      | Нису учествовали      | Нису учествовали      | Нису учествовали      | Нису учествовали      | Нису учествовали      |
| 1956.  | Групна фаза           | 13. место             | 2                     | 0                     | 2                     | 0                     | 6                     |
| 1960.  | Нису учествовали      | Нису учествовали      | Нису учествовали      | Нису учествовали      | Нису учествовали      | Нису учествовали      | Нису учествовали      |
| 1962.  | Нису учествовали      | Нису учествовали      | Нису учествовали      | Нису учествовали      | Нису учествовали      | Нису учествовали      | Нису учествовали      |
| 1967.  | Нису учествовали      | Нису учествовали      | Нису учествовали      | Нису учествовали      | Нису учествовали      | Нису учествовали      | Нису учествовали      |
| 1970.  | Нису се квалификовали | Нису се квалификовали | Нису се квалификовали | Нису се квалификовали | Нису се квалификовали | Нису се квалификовали | Нису се квалификовали |
| 1974.  | Нису се квалификовали | Нису се квалификовали | Нису се квалификовали | Нису се квалификовали | Нису се квалификовали | Нису се квалификовали | Нису се квалификовали |
| 1978.  | Групна фаза           | 22. место             | 3                     | 0                     | 3                     | 0                     | 9                     |
| 1982.  | Нису се квалификовали | Нису се квалификовали | Нису се квалификовали | Нису се квалификовали | Нису се квалификовали | Нису се квалификовали | Нису се квалификовали |
| 1986.  | Нису се квалификовали | Нису се квалификовали | Нису се квалификовали | Нису се квалификовали | Нису се квалификовали | Нису се квалификовали | Нису се квалификовали |
| 1990.  | Нису се квалификовали | Нису се квалификовали | Нису се квалификовали | Нису се квалификовали | Нису се квалификовали | Нису се квалификовали | Нису се квалификовали |
| 1994.  | Нису се квалификовали | Нису се квалификовали | Нису се квалификовали | Нису се квалификовали | Нису се квалификовали | Нису се квалификовали | Нису се квалификовали |
| 1998.  | Нису се квалификовали | Нису се квалификовали | Нису се квалификовали | Нису се квалификовали | Нису се квалификовали | Нису се квалификовали | Нису се квалификовали |
| 2002.  | Нису се квалификовали | Нису се квалификовали | Нису се квалификовали | Нису се квалификовали | Нису се квалификовали | Нису се квалификовали | Нису се квалификовали |
| 2006.  | Нису се квалификовали | Нису се квалификовали | Нису се квалификовали | Нису се квалификовали | Нису се квалификовали | Нису се квалификовали | Нису се квалификовали |
| 2010.  | Нису се квалификовали | Нису се квалификовали | Нису се квалификовали | Нису се квалификовали | Нису се квалификовали | Нису се квалификовали | Нису се квалификовали |
| 2014.  | Други круг            | 11. место             | 9                     | 4                     | 5                     | 15                    | 16                    |
| 2018.  | Нису се квалификовали | Нису се квалификовали | Нису се квалификовали | Нису се квалификовали | Нису се квалификовали | Нису се квалификовали | Нису се квалификовали |
| 2022.  | Други круг            | 9. место              | 9                     | 5                     | 4                     | 18                    | 13                    |
| Укупно | 4/19                  | 4/19                  | 23                    | 9                     | 14                    | 33                    | 44                    |

### Европско првенство
| Година      | Коло                  | Позиција              | Од.                   | П                     | И                     | ОС                    | ИС                    |
| ----------- | --------------------- | --------------------- | --------------------- | --------------------- | --------------------- | --------------------- | --------------------- |
| 1949 - 1963 | Нису учествовали      | Нису учествовали      | Нису учествовали      | Нису учествовали      | Нису учествовали      | Нису учествовали      | Нису учествовали      |
| 1967        | Групна фаза           | 14. место             | 3                     | 0                     | 3                     | 0                     | 9                     |
| 1971        | Нису учествовали      | Нису учествовали      | Нису учествовали      | Нису учествовали      | Нису учествовали      | Нису учествовали      | Нису учествовали      |
| 1975        | Групна фаза           | 12. место             | 3                     | 0                     | 3                     | 1                     | 9                     |
| 1977        | Нису се квалификовали | Нису се квалификовали | Нису се квалификовали | Нису се квалификовали | Нису се квалификовали | Нису се квалификовали | Нису се квалификовали |
| 1979        | Групна фаза           | 12. место             | 3                     | 0                     | 3                     | 0                     | 9                     |
| 1981 - 1985 | Нису се квалификовали | Нису се квалификовали | Нису се квалификовали | Нису се квалификовали | Нису се квалификовали | Нису се квалификовали | Нису се квалификовали |
| 1987        | Групна фаза           | 12. место             | 5                     | 0                     | 5                     | 0                     | 15                    |
| 1989 - 2005 | Нису се квалификовали | Нису се квалификовали | Нису се квалификовали | Нису се квалификовали | Нису се квалификовали | Нису се квалификовали | Нису се квалификовали |
| 2007        | Групна фаза           | 7. место              | 3                     | 1                     | 2                     | 6                     | 6                     |
| 2009        | Групна фаза           | 11. место             | 3                     | 1                     | 2                     | 7                     | 7                     |
| 2011        | Нису се квалификовали | Нису се квалификовали | Нису се квалификовали | Нису се квалификовали | Нису се квалификовали | Нису се квалификовали | Нису се квалификовали |
| 2013        | Полуфинале            | 3. место              | 5                     | 4                     | 1                     | 17                    | 9                     |
| 2015        | Четвртинале           | 6. место              | 5                     | 3                     | 2                     | 9                     | 7                     |
| 2017        | Групна фаза           | 14. место             | 3                     | 0                     | 3                     | 3                     | 9                     |
| 2019        | Осмина финала         | 9. место              | 6                     | 2                     | 4                     | 13                    | 9                     |
| 2021        | Осмина финала         | 13. место             | 6                     | 3                     | 3                     | 11                    | 11                    |
| 2023        | Осмина финала         | 15. место             | 6                     | 2                     | 4                     | 7                     | 13                    |
| Укупно      | 11/32                 | 11/32                 | 51                    | 16                    | 35                    | 74                    | 113                   |

### Светски Гран при
| Година    | Позиција              | Од.                   | П                     | И                     | ОС                    | ИС                    |
| --------- | --------------------- | --------------------- | --------------------- | --------------------- | --------------------- | --------------------- |
| 1993—2013 | Није се квалификовала | Није се квалификовала | Није се квалификовала | Није се квалификовала | Није се квалификовала | Није се квалификовала |
| 2014      | 13. место             | 16                    | 8                     | 8                     | 29                    | 26                    |
| 2015      | 11. место             | 9                     | 2                     | 7                     | 8                     | 21                    |
| 2016      | 10. место             | 9                     | 1                     | 8                     | 8                     | 25                    |
| 2017      | 12. место             | 9                     | 0                     | 9                     | 6                     | 27                    |
| Укупно    | 4 учешћа              | 43                    | 11                    | 32                    | 51                    | 99                    |

### Светски куп
Нема учешћа

### Лига нација
| Година | Позиција                              | Од.                                   | П                                     | И                                     | ОС                                    | ИС                                    |                                       |
| ------ | ------------------------------------- | ------------------------------------- | ------------------------------------- | ------------------------------------- | ------------------------------------- | ------------------------------------- | ------------------------------------- |
| 2018   | 13. место                             | 15                                    | 4                                     | 11                                    | 18                                    | 36                                    |                                       |
| 2019   | 7. место                              | 15                                    | 8                                     | 7                                     | 28                                    | 29                                    |                                       |
| 2020   | Није одржана због пандемије ковида 19 | Није одржана због пандемије ковида 19 | Није одржана због пандемије ковида 19 | Није одржана због пандемије ковида 19 | Није одржана због пандемије ковида 19 | Није одржана због пандемије ковида 19 | Није одржана због пандемије ковида 19 |
| 2021   | 9. место                              | 15                                    | 8                                     | 7                                     | 27                                    | 34                                    |                                       |
| 2022   | 15. место                             | 12                                    | 4                                     | 8                                     | 18                                    | 32                                    |                                       |
| 2023   | Нису се квалификовале                 | Нису се квалификовале                 | Нису се квалификовале                 | Нису се квалификовале                 | Нису се квалификовале                 | Нису се квалификовале                 | Нису се квалификовале                 |
| Укупно | 4 учешћа                              | 57                                    | 24                                    | 33                                    | 91                                    | 131                                   |                                       |